# Red Auerbach
Arnold Jacob „Red“ Auerbach (* 20. September 1917 in New York City, New York; † 28. Oktober 2006 in Washington, D.C.) war ein US-amerikanischer Basketballtrainer. Er trainierte zwischen 1950 und 1966 die Mannschaft der Boston Celtics und gewann neun Meisterschaften. Erst im Jahr 2009 gelang es Phil Jackson, diese Marke zu überbieten. Nach seiner Aufnahme in die Naismith Memorial Basketball Hall of Fame als Coach 1969 ehrte man Auerbach 1980 als besten Trainer der NBA-Geschichte. Er wurde 1996 anlässlich des 50-jährigen Bestehens der NBA von ausgewählten Journalisten unter die 10 Greatest Coaches in NBA History gewählt. Sein Markenzeichen war es, kurz vor Ende eines erfolgreichen Spiels eine Zigarre zu rauchen.

## Leben
Der aus einer russisch-jüdischen Familie stammende Red Auerbach wurde im New Yorker Stadtteil Brooklyn geboren, wuchs dort auf und besuchte die Highschool im Eastern District von 1931 bis 1935. Als begabter Basketballspieler wurde er 1935 in eine Auswahl der besten Spieler Brooklyns gewählt. Anschließend studierte er ein Jahr am nahen Seth Low Junior College sowie die drei darauffolgenden Jahre an der George Washington University in Washington, D.C., wo er ebenfalls als talentierter Basketballspieler auffiel.
In einer Zeit vieler konkurrierender Basketball-Profiligen, die alle regelmäßig mit finanziellen Problemen zu kämpfen hatten, unterschrieb Auerbach bei den Harrisburg Senators in der American Basketball League. Nebenbei begann er eine Laufbahn als Trainer bei einer Highschool in Washington, wie dies zahlreiche semiprofessionelle Basketballspieler taten (u. a. John Wooden). Nach Eintritt der Vereinigten Staaten in den Zweiten Weltkrieg wurde Auerbach 1943 von der US Navy eingezogen und absolvierte seinen Dienst auf der Norfolk Naval Training Station in Norfolk. Er coachte das Team der Station und besiegte mit Spielern wie Red Holzman und Bob Feerick zweimal die Washington Bears, die 1943 das World Professional Basketball Tournament gewonnen hatten.
Nach Kriegsende übernahm Auerbach von 1946 an den Trainerposten der Washington Capitols in der neu gegründeten Basketball Association of America (BAA). In der Saison 1948/49 erreichten die Capitols unter Auerbach die BAA-Finals, unterlagen dort allerdings den Minneapolis Lakers mit ihrem Starcenter George Mikan. Nach der Fusion der BAA mit der National Basketball League (NBL) zur National Basketball Association (NBA) am 3. August 1949 wechselte Auerbach als Trainer zu den Tri-Cities Blackhawks.
Bevor die Blackhawks 1950 nach St. Louis umzogen, verließ Auerbach den Club und heuerte bei den Boston Celtics an, wo er Doggie Julian ersetzte. Die Celtics, ein Gründungsmitglied der BAA, hatten bis dahin nie die Playoffs erreicht. Unmittelbar nach Auerbachs Ankunft bei den Celtics lösten sich die Chicago Stags und die St. Louis Bombers, die aus der NBL in die NBA kamen, auf. Zwei Spieler dieser Teams, Ed Macauley und Bob Cousy, wurden daraufhin per Losentscheid den Celtics zugesprochen.
Mit Macauley und Cousy als Leistungsträgern des Teams erreichten die Celtics konstant Jahr für Jahr die Postseason, unterlagen jedoch mehrfach in den Halbfinals oder Finals ihrer Division. Da bewies Auerbach sein unglaubliches Gespür für Talente und tauschte mit den St. Louis Hawks Ed Macauley für deren zweiten Pick in der NBA-Draft von 1956. Mit dem Pick wählte Auerbach Bill Russell, der zur wichtigsten Säule der Celtics-Dynastie werden sollte.
Bereits in der Saison 1956/57 gewannen die Celtics dank dem Verteidigungsspezialisten Bill Russell als Center sowie Bob Cousy und Bill Sharman im Backcourt die NBA-Meisterschaft gegen die Hawks. Obwohl sie 1958 im Finale unterlagen, kamen bis 1966 acht weitere NBA-Titel hinzu. Mit insgesamt neun gewonnenen Meisterschaften zog sich Auerbach, obwohl erst 49 Jahre alt, vom Trainergeschäft zurück. Es übernahm Bill Russell als Spieler-Trainer. Auerbach war mit einer Bilanz von 1037 Siegen (bei nur 548 Niederlagen) der erste Trainer, der die 1000er-Marke durchbrach.
Obwohl nicht mehr Trainer, blieb Auerbach den Celtics als General Manager treu. Durch geschickte Personalpolitik sorgte er dafür, dass die Celtics auch nach der Ära von Bill Russell erfolgreich blieben. So sicherte er sich in der Draft die Rechte an Dave Cowens, dem Most Valuable Player von 1973, und Jo Jo White, dem Finals-MVP von 1976. Die Celtics konnten daher 1974 und 1976 zwei weitere Titel gewinnen.
In der Draft von 1978 sicherte sich Auerbach die Rechte an Larry Bird, der die Celtics in den 1980ern drei weiteren Meisterschaften (1981, 1984, 1986) führen sollte. Vor der Draft von 1980 jedoch gelang Auerbach sein größter Geniestreich als Manager: er tauschte den ersten Draftpick der Celtics gegen Robert Parish von den Golden State Warriors sowie deren dritten Draftpick. Während die Warriors ihren Wunschkandidaten Joe Barry Caroll wählten, entschied sich Auerbach für den relativ unbekannten Kevin McHale. Beide – McHale und Parish – wurden entscheidende Spieler der drei Celtics-Meisterschaften in den 1980er Jahren und sind heute in der Naismith Memorial Basketball Hall of Fame.
Mit zunehmendem Alter zog sich Auerbach aus der Teamführung der Celtics zurück, war aber bis zu seinem Tod als Teampräsident an Entscheidungen beteiligt. In den vergangenen Jahren musste Auerbach mehrfach wegen Herzproblemen ins Krankenhaus eingeliefert werden. Er starb am 28. Oktober 2006 nach einem Herzinfarkt vor seinem Haus, ungefähr fünf Wochen nach seinem 89. Geburtstag.
Er wurde am 31. Oktober 2006 im National Memorial Park in Idylwood (Fairfax County/Virginia) begraben. Red Auerbach war ein  Mitglied im Bund der Freimaurer.